# Microsoft Word
A Microsoft Office Word (2003-ig Microsoft Word) a Microsoft által készített dokumentumszerkesztő (szövegfeldolgozó) program. Első változatát Richard Brodie írta 1983-ban DOS-t futtató IBM PC-kre. Azóta Apple Macintosh-ra (1984), SCO UNIX-ra és Microsoft Windowsra is megjelent. Ma a Word a Microsoft Office irodai alkalmazáscsomagjának (és egyúttal az Office Rendszernek is) a része. A Word 6 for Windowstól kezdődően a Windowsra készült Word-verziók magyar nyelven is megjelentek. A Word angol szó, jelentése „szó”.

## Története
A Microsoft Word sok mindent átvett a Bravótól, az eredeti GUI Word Processortől, melyet a Xerox Palo Altó-i kutatóközpontjában fejlesztettek ki. A Bravo készítője, a magyar származású Charles Simonyi 1981-ben hagyta el a PARC-ot, hogy a Microsoftnak dolgozzon.
A Word volt az első népszerű szövegszerkesztő az IBM PC-kre, mely grafikus megjelenítési módot alkalmazott az olyan betűképjelölők szerkesztés közbeni képernyőn való megjelenítéséhez (ALAKHŰ), mint például a félkövér vagy a dőlt. Az előző szövegszerkesztők, mint például a WordStar és a WordPerfect egyszerű, csak szöveges megjelenítést alkalmaztak, a képernyőn jelölőkódokkal, vagy néha különböző színekkel.
A Word későbbi verziói többet tudtak, mint csupán a szövegszerkesztés. A rajz eszközzel egyszerű asztali kiadványszerkesztési műveletek hajthatók végre, mint például grafika hozzáadása a dokumentumokhoz. Ellenben megfelelő kiadványszerkesztő programok egyértelműen sokkal jobbak ezekre a feladatokra. A Worddel egyszerű diagramokat és üzleti grafikákat is lehet szerkeszteni.
A Microsoft Word jelenleg a vezető szövegszerkesztő, mely által a Word vállalati dokumentum fájlformátuma (.doc) szinte szabvánnyá vált. A 2007-es és későbbi verzióiban már a doc fájlformátum használata mellett egy XML típusú fájlformátum, a docx lett a dokumentumfájlok új formátuma.
Mint minden más Office-alkalmazás, a Word is eléggé testreszabható a beépített makrónyelv (eredetileg WordBasic, később a Word 97 óta Visual Basic for Applications) használatával. Mindazonáltal ez a szolgáltatás arra is felhasználható, hogy vírusokat ágyazzanak be a dokumentumokat, ahogy az a Melissa féreg is bemutatta.

## Verziók
Az MS-DOS-ra készült változatok:
- 1983 november: Word 1
- 1985: Word 2
- 1986: Word 3
- 1987: Word 4, más néven Microsoft 4.0 for the PC
- 1989: Word 5

A Microsoft Windowsra készült változatok:
- 1989 november: Word for Windows
- 1991: Word 2 for Windows
- 1993: Word 6 for Windows (6-osként számozva, hogy egységes legyen a DOS és Macintosh-verziószámokkal)
- 1995: Word 95 (Word 7)
- 1997: Word 97 (Word 8)
- 1999: Word 2000 (Word 9)
- 2002: Word 2002 (Word 10, nem hivatalosan „Word XP”)
- 2003: Word 2003 (Word 11, hivatalosan „Microsoft Office Word 2003”)
- 2006: Word 2007 (Word 12, hivatalosan „Microsoft Office Word 2007”)
- 2010: Word 2010 (Microsoft Office Word 2010)
- 2013: Word 2013 (Microsoft Office Word 2013)
- 2016: Word 2016 (Microsoft Office Word 2016)
- 2019: Word 2019 (Microsoft Office Word 2019)

Az Apple Macintosh-ra készült változatok:
- 1985 január: Word 1 for the Macintosh
- 1987: Word 3
- 1989: Word 4
- 1991: Word 5
- 1993: Word 6
- 1998: Word 98
- 2000: Word 2001, az utolsó Mac OS 9-kompatibilis verzió
- 2001: Word v.X az első verzió a Mac OS X-hez
- 2004: Word 2004
- 2008: Word 2008
- 2010: Word 2011
- 2015: Word 2016

Az SCO UNIX-ra készült változatok:
- Microsoft Word for UNIX Systems Release 5.1

Az OS/2 rendszerre készült változatok:
- 1989: Word 5.0
- 1991: Word 5.5
- 1990-91: Microsoft Word for OS/2 Presentation Manager

## Használata
A különböző speciális szerkesztések a menükben, vagy az eszköztárakban érhetők el. A 2007 előtti Wordökben az eszköztárat a menükből lehetett behozni, a 2007-ben egyesítették az eszköztárakat és a menüket.

### Alap

#### Betűtípus eszköztár
A kijelölt szövegrészletet lehet formázni vele, amennyiben nincs kijelölt szöveg és úgy állítunk be valamit, akkor a következő karaktertől vonatkozik a begépelt szövegre. Az eszköztáron két lenyitható ablak van: a betűtípus és a betűméret. Alapértelmezett betűtípus a Word 2007 óta a Calibri, és a betűméret 11 pontos. A lap lenyitásával ezek változtathatók, valamint ha a kurzort bekattintjuk a betűtípus nevébe, vagy a méret számai közé, akkor magunk is begépelhetjük a kívánt típust/méretet (a betűméretnek 1 és 1638 pont közt kell lenni). Az eszköztáron található még egy „F”, egy „D” és egy „A” betű, melyek a félkövér, a dőlt és az aláhúzott szavakat jelentik, így ha ki van jelölve egy szövegrész, és a három betű közül egyre, vagy akár mindháromra kattintunk, félkövér, dőlt, aláhúzott és ezekből vegyes szöveg hozható létre, értelemszerűen. Ezenfelül található egy nagy „A” betű alatta egy piros csíkkal, ennek lenyitásával a betűszínt lehet állítani, valamint egy toll alatta sárga csíkkal, annak lenyitásával pedig a betű háttérszínét lehet változtatni. Ezentúl a Word 2007-ben van két gomb, melyekkel a betűméret csökkenthető/növelhető, egy „x2” jel, mellyel ún. felső index készíthető (ilyennel jelöljük például az időt: 1432), valamint egy „x2” jel, amivel alsó index készíthető (ilyet például a kémiai képletekben használunk például: H2O – a víz képlete). Van még egy „abc” jel, melyre kattintva áthúzott szöveg hozható létre, valamint egy „Aa” betűegyüttes, mellyel a kis és nagybetűkkel végezhetők változtatások.